# 天琴座ν
天琴座ν，又名BD+32 3227，HD 174585、SAO 67441、HR 7100，是天琴座的一颗恒星，视星等为5.91，位于銀經62.64，銀緯14.63，其B1900.0坐标为赤經18h 46m 2.5s，赤緯+32° 14.63′ 51″。